# Mラーニング
mラーニング（エムラーニング、m-Learning）またはモバイル学習とは、各種モバイル機器を利用した学習形態のこと。（「m」は、モバイル（mobile）の略。）

## 概要
学校教育から企業内教育、社会人教育などで幅広く活用されている学習形態の一つで、eラーニングをより柔軟な形で利用できるものとして発達してきた。

## 特性
mラーニングの特性としては、例えば以下のようなことが挙げられる。
- 屋外を含めて、受講ロケーションの柔軟性が高い。
- 多種のモバイル機器に対応しているサービスが多く、各自手持ちの機器を活用できる。
- 常に携帯していて、立ち上がりも早い機器が多いため、受講の障壁が低い

## 機能
eラーニングと同じくLMS（Learning Management System）上に設置されるのが原則で、具体的には、以下のような機能が一般的。

### 受講機能
音声付のムービーやテキストによる解説、テストなどによって構成されているものが多い。
また、受講を中断する際のしおり機能、コースの受講状況やテスト結果などを確認する学習管理機能などもよく装備されている。

### 管理機能
法人で利用するケースなどでは、
- コース管理
- 受講者管理
- 受講者ごと/コースごとの進捗管理

などを行なうのが一般的。

## 利用機器

### モバイル機器
携帯可能な機器を利用するのが原則で、具体的にどの機器まで対応させるかというのは、サービスの提供者によって異なる。
2012年現在では、一般的には、次のような機器を利用するサービスが多い。
- 携帯電話（フィーチャーフォン）
- スマートフォン
- タブレット端末

### PCとの併用
PCとの関わりで分類すると、以下の2タイプのシステムがある。
- モバイル機器専用のシステム（モバイル機器のみで受講、またはPCで受講した分とは一元管理不能）
- PCとシームレスに併用可能なシステム（PC、各種モバイル機器何れで受講しても、一元管理可能）

なお、何れのタイプであっても、受講管理やコース管理などはPCで行なうサービスが多い。

## 参考資料
- 経済産業省商務情報政策局情報処理振興課編、『eラーニング白書』（各年版）